# Aichen (Bawaria)
Aichen – miejscowość i gmina w Niemczech, w kraju związkowym Bawaria, w rejencji Szwabia, w regionie Donau-Iller, w powiecie Günzburg, wchodzi w skład wspólnoty administracyjnej Ziemetshausen. Leży w Parku Natury Augsburg – Westliche Wälder, około 31 km na południowy wschód od Günzburga.

## Demografia
| Rok  | Liczba mieszk. |
| ---- | -------------- |
| 1970 | 1 126          |
| 1987 | 1 063          |
| 2000 | 1 160          |

## Polityka
Wójtem gminy jest Alois Kling, rada gminy składa się z 12 osób.
|      | CSU/UWB Memmenhausen | Freie Wählerschaft Obergessertshausen | Freie Wählerschaft | Razem |
| 2008 | 4                    | 5                                     | 3                  | 12    |
| 2002 | 4                    | 5                                     | 3                  | 12    |